# 葉盛 (天順進士)
葉盛（1428年—？），字景陽，江西饒州府餘干縣人，明朝政治人物。進士出身。

## 生平
江西鄉試第十八名。天順四年（1460年）庚辰科會試第八十三名，殿試登進士第三甲第三十二名。

## 家族
曾祖葉正榮。祖父葉俊輝，曾任典史。父亲葉程。